# Koalicja czerwono-zielona
Koalicja czerwono-zielona (niem. Rot-Grüne Koalition, w skrócie Rot-Grün) – w Niemczech termin oznaczający koalicję rządową złożoną z Socjaldemokratycznej Partii Niemiec oraz Niemieckiej Partii Zielonych.
Jedna z najpopularniejszych koalicji rządowych w Niemczech. Istnieje zarówno na poziomie landów niemieckich, jak na szczeblu federalnym. W latach 1998–2005 rząd kanclerza Gerharda Schrödera składał się właśnie z SPD i Partii Zielonych. Po raz pierwszy koalicja czerwono-zielona została utworzona w 1985 r. w landzie Hesja, wówczas to polityk partii Zielonych Joschka Fischer został ministrem środowiska.

## Przykłady koalicji czerwono-zielonej
- w Hesji: 1985–1987 oraz 1991–1999
- w Dolnej Saksonii: 1990–1994
- w Nadrenii Północnej-Westfalii: 1995–2005
- w Hamburgu: 1997–2001
- w Szlezwiku-Holsztynie: 1996–2005
- w Saksonii-Anhalcie: 1994–1998
- w Berlinie: 1989–1990 oraz 2001–2002